# Conistra rufoglabra
Conistra rufoglabra là một loài bướm đêm trong họ Noctuidae.